# Les Écologistes
Les Écologistes - Europe Écologie Les Verts (lett. "Gli Ecologisti - Europa Ecologia I Verdi"); fino al 2023: Europa Ecologia I Verdi (Europe Écologie Les Verts, EELV) è un partito politico francese ecologista, di orientamento descritto come di centro-sinistra, di sinistra o di sinistra radicale, fondato nel 2010 dalla trasformazione dei Verdi (Les Verts) con l'obiettivo di chiamare a raccolta gli esponenti politici che, non appartenendo a tale ultima formazione, si erano presentati all'interno della lista elettorale Europa Ecologia in occasione delle elezioni europee del 2009.

## Storia
Il partito nasce come evoluzione della lista elettorale Europa Ecologia presentatasi alle elezioni europee del 2009 che, raggruppando Les Verts, il movimento Régions et peuples solidaires, alcune associazioni di base e vari esponenti indipendenti, aveva ottenuto oltre il 16% dei suffragi riuscendo ad eleggere 14 deputati al Parlamento europeo.
Alle Elezioni presidenziali in Francia del 2012 sostiene Eva Joly. Alle legislative tenutesi poco dopo il partito raccoglie il 5.46% dei consensi ed ottenendo, anche grazie all'appoggio di alcuni candidati socialisti, il record di 17 deputati (v. sistema elettorale maggioritario francese).
Alle Elezioni europee del 2014 il partito ottiene l'8,9% dei consensi eleggendo 6 eurodeputati, meno della metà rispetto alle precedenti elezioni europee. Alle elezioni legislative del 2017 il partito perde 16 deputati su 17, mantenendone solo uno: la leader Cécile Duflot è eliminata nel proprio collegio di Parigi al primo turno.
Alle elezioni legislative del 2024, convocate da Macron dopo i risultati delle europee, gli Ecologisti prendono parte al Nouveau Front Populaire insieme a La France Insoumise, Partito Socialista, Partito Comunista Francese e Place publique tra gli altri e che raccoglie il 28,06% al primo turno e il 25,68% al secondo; con 178 deputati eletti il NFP risulta essere la prima coalizione davanti a Ensemble di Macron e al Rassemblement National di Le Pen mentre gli Ecologisti riescono ad eleggere 33 parlamentari.

## Struttura

### Segretari nazionali
- 2010–2012: Cécile Duflot
- 2012–2013: Pascal Durand
- 2013–2016: Emmanuelle Cosse
- 2016–2019: David Cormand
- 2019–2022: Julien Bayou: si è dimesso dopo le accuse fatte dalla sua collega di partito Sandrine Rousseau per aver commesso violenza psicologica contro la sua ex compagna.[9]
- Dal 2022: Marine Tondelier

### Portavoce
- 2010–2012: Pascal Durand
- 2012–2013: Élise Lowy e Jean-Philippe Magnen
- 2013–2014: Éric Loiselet e Sandrine Rousseau
- 2014–2016: Sandrine Rousseau e Julien Bayou
- 2016–2019: Sandra Regol e Julien Bayou
- 2019–2022: Alain Coulombel e Éva Sas
- Dal 2022: Alain Coulombel e Chloé Sagaspe, poi Aminata Niakate e Sophie Bussière

### Presidenti del Consiglio federale
- 2010–2013: Philippe Meirieu
- 2013–2016: Thierry Brochot
- 2016–2019: Nicolas Bonnet
- Dal 2019: Henri Arevalo

## Ex membri
- Daniel Cohn-Bendit
- Christophe Girard
- Noël Mamère
- Jean-Vincent Placé
- François de Rugy